# Mustafa Ali (historyk)
Mustafa Ali (ur. 1542, zm. 1599) – pisarz i historyk osmański. 
Jest autorem m.in. monografii w pięciu tomach pt. Künhü'l-aḫbār, opisującej historię świata, obejmującej okres od stworzenia świata do roku 1000 kalendarza islamskiego (1591/92 n.e.). Jego praca pozostaje głównym źródłem XVI-wiecznej historii osmańskiej. 

## Publikacje
Mustafa Ali jest autorem 55 prac. Do części swoich dzieł sam stworzył ilustracje, co było nowością dla prac historycznych
- Nuṣḥatü's-selāṭīn, 1581
- Nusretnāme, 1580
- Cāmi'i'l-Buhür der Mecalis-i-Sür, 1583
- Menlāab-i Hüner-Verān, 1586
- Ferā'i'dü'l-Vilāde, 1587
- Künhü'l-aḫbār, 1587
- Mir'atü-avālim, ok. 1587
- Sadef-i Sad Guher, 1593
- Mevadü’n-nefa'is fı qavā'idi’l Mecālı's, 1599 -